# Catherine Hessling

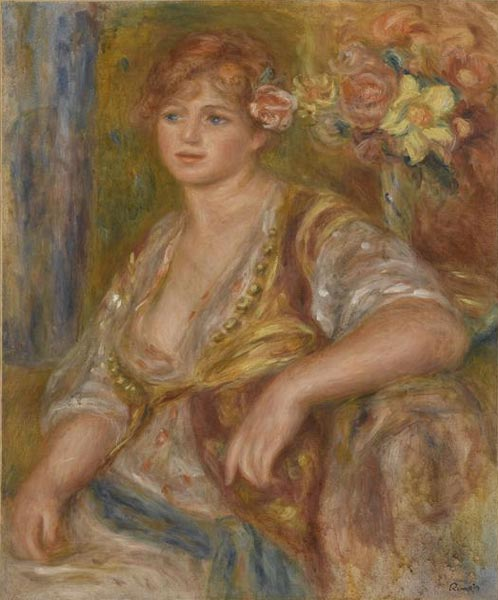
Gemälde von Auguste Renoir

Catherine Hessling, geboren als Andrée Madeleine Heuschling (* 22. Juni 1900 in Moronvilliers; † 28. September 1979 in La-Celle-Saint-Cloud), war eine französische Schauspielerin.

## Leben
Catherine Hessling stand, als eine der Letzten, Auguste Renoir Modell und war von 1920 bis 1930 mit dessen Sohn Jean Renoir verheiratet. Mit ihm hatte sie einen gemeinsamen Sohn. Ab Renoirs erstem Film Une vie sans joie (1924) übernahm sie in mehreren seiner Filme bis 1928 die Hauptrolle. Ihre wichtigste schauspielerische Leistung war die Titelrolle der Zola-Verfilmung Nana (1926). Hessling trat in den 1920er Jahren auch in einigen Filmen Alberto Cavalcantis auf.

## Filmografie
- 1924: Catherine ou Une vie sans joie
- 1925: Die Tochter des Wassers (La Fille de l’eau)
- 1926: Nana
- 1927: Sur un air de Charleston (Kurzfilm)
- 1927: La P’tite Lili (Kurzfilm)
- 1928: Yvette
- 1928: Auf der Reede (En rade)
- 1928: Das kleine Mädchen mit den Schwefelhölzern (Kurzfilm, La petite marchande d’allumettes)
- 1928: Tire au flanc
- 1930: Le petit chaperon rouge
- 1930: Die Jagd nach dem Glück
- 1933: Du haut en bas
- 1933: Coralie et Cie
- 1935: Schuld und Sühne (Crime et châtiment)

## Verfilmung ihres Lebens
- 2012: Renoir, Regie: Gilles Bourdos. Wettbewerb bei Un Certain Regard, Cannes 2012.